# Upplands runinskrifter 26

Runinskrift U 26 är ett runstensfragment av sandsten som sitter inmurat under ett fönster i Hilleshögs kyrkas ena yttervägg i Hilleshögs socken och Ekerö kommun i Uppland. Fragmentet är 0,98 gånger 0,75 meter.

## Stenen
I fönsternischen ovanför ligger ytterligare ett runstensfragment, U 27. Ingen av stenarna är försedda med runor, utan endast ornament återstår. Fragmentet U 26 är utsmyckat med ett kors och ett rundjur. Rundjuret är i Ringerikestil.